# 게오르게 베르체아누
게오르게 베르체아누(루마니아어: Gheorghe Berceanu, 1949년 12월 28일~2022년 8월 30일)는 루마니아의 레슬링 선수이다. 1964년과 1976년 하계 올림픽에 참가하였으며 1972년 대회에서 그레코로만형 라이트플라이급 금메달을, 1976년 대회에서 은메달을 획득했다. 또한 1963년부터 1974년까지 세계 선수권 대회에서 메달 3개(금 2개, 은 1개)를 획득했다.